# Iglesia negra

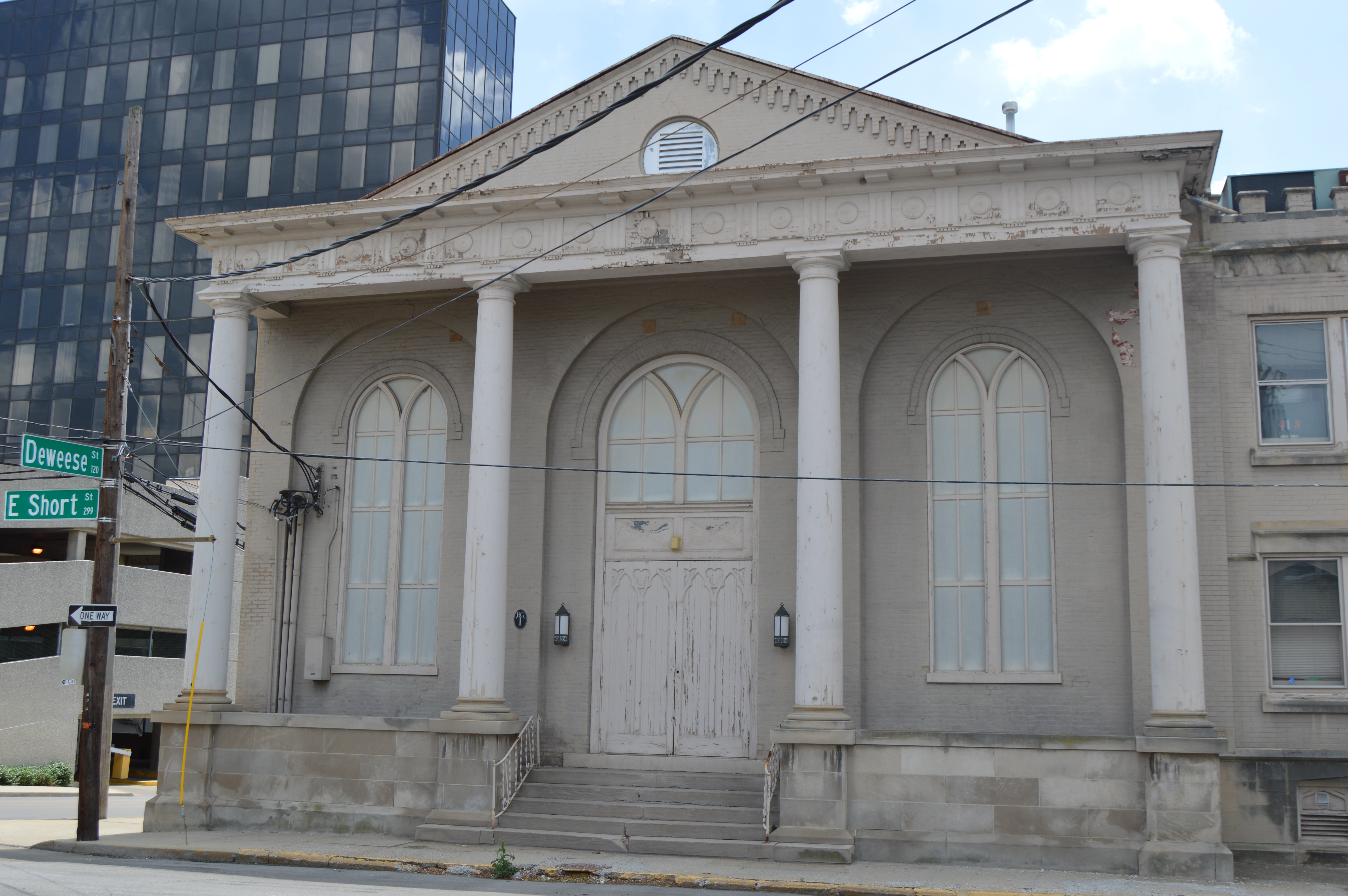
Fachada del antiguo edificio de la iglesia Bautista negra más antigua en Lexington (Kentucky).

El término Iglesia negra se refiere a iglesias independientes que actualmente o históricamente han sido dirigidas a congregaciones predominantemente negras en Estados Unidos. Mientras que algunas iglesias negras pertenecen a las denominadas «afroamericanas», como la Iglesia Episcopal Metodista Africana (AME), muchas iglesias negras son miembros de denominaciones predominantemente blancas, como la Iglesia unida de Cristo ─que se desarrolló a partir del Iglesia Congregacional de Nueva Inglaterra─.
La mayoría de las primeras congregaciones e iglesias negras formadas antes de 1800 fueron fundadas por negros libres, por ejemplo, en Filadelfia, Pensilvania; Iglesia Bautista Springfield Augusta (Georgia); Petersburg (Virginia Occidental); y Savannah, Georgia. La iglesia bautista negra más antigua de Lexington (Kentucky), y la tercera más antigua de los Estados Unidos, fue fundada alrededor de 1790 por Peter Durrett.
Después de que la esclavitud en los Estados Unidos fue abolida, las actitudes segregacionistas tanto en el Norte como en el Sur desanimaron e incluso impidieron que los negros se reunieran en las mismas iglesias que los blancos. Los negros liberados establecieron con frecuencia congregaciones e instalaciones eclesiásticas separadas de sus vecinos blancos, que a menudo eran sus antiguos dueños. Estas nuevas iglesias crearon comunidades y prácticas de adoración que eran culturalmente diferentes de otras iglesias, incluyendo formas únicas y potenciadores del cristianismo con las tradiciones espirituales africanas.
Las iglesias afroamericanas han sido durante mucho tiempo centro de las comunidades, sirviendo como lugares escolares en los primeros años después de la Guerra Civil, asumiendo funciones que promueven el bienestar social, como proveer a los indigentes, y estableciendo escuelas, orfanatos y cárceles. Como resultado, las iglesias negras han fomentado fuertes organizaciones comunitarias y han proporcionado un liderazgo espiritual y político, especialmente durante el movimiento afroamericano por los derechos civiles.

## Historia

### Inicios

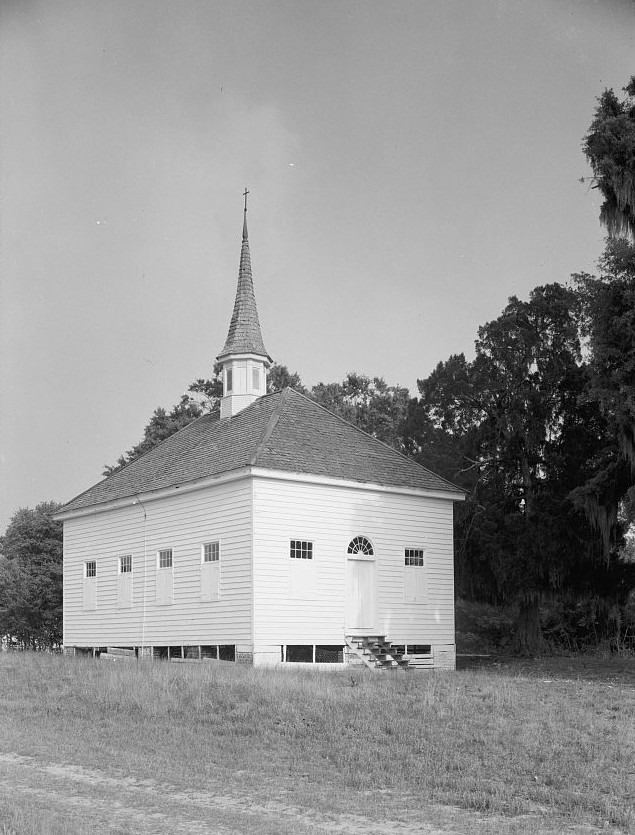
Iglesia Bautista afroamericana, Carolina del Sur.

Los predicadores evangélicos bautistas y metodistas viajaron por el sur de los Estados Unidos en el Gran Despertar de finales del siglo XVIII. Hicieron un llamamiento directo a los esclavos y algunos miles de ellos se convirtieron. Los negros encontraron oportunidades de tener papeles activos en nuevas congregaciones, especialmente en la Iglesia Bautista, donde fueron nombrados líderes y predicadores. Al ser escuchados, desarrollaron sus propias interpretaciones de las Escrituras y encontraron inspiración en historias de liberación, como la Huida a Egipto.  El predicador bautista Nat Turner, inspiró una rebelión armada, en un levantamiento que dejó a unas 50 personas blancas sin vida entre estos se encontraban  hombres, mujeres y niños en Virginia.
Tanto los negros libres como los esclavos más numerosos participaron en las primeras congregaciones bautistas negras fundadas en Petersburgo, Virginia, Savannah, Georgia y Lexington, Kentucky, antes de 1800. Peter Durrett y su esposa fundaron la primera Iglesia Bautista Africana en Lexington, alrededor de 1790, la congregación tenía cerca de 290 fieles antes de la muerte de Durrett en 1823.
Después de las revueltas de esclavos a comienzos del siglo XIX, incluyendo la rebelión de Nat Turner en 1831, Virginia aprobó una ley que exigía que las congregaciones negras únicamente se reunieran en presencia de un ministro blanco. Otros estados restringieron igualmente las iglesias negras o la asamblea de negros de grandes grupos sin supervisión de blancos. Sin embargo, las congregaciones bautistas negras en las ciudades crecieron rápidamente y sus miembros aumentaron en varios cientos en cada una, antes de la Guerra Civil de Estados Unidos. Aunque la mayor parte de ellos eran dirigidos por negros libres, la mayoría de sus miembros eran esclavos. En las zonas de plantación, los esclavos organizaban iglesias subterráneas y reuniones religiosas ocultas, en la cual  los esclavos eran libres para mezclar el cristianismo evangélico con las creencias africanas y los ritmos africanos. Con el tiempo, muchos incorporaron himnos metodistas de John Wesley, canciones de góspel y espirituales. Las iglesias subterráneas proporcionaron un refugio emocional y espiritual del mundo blanco. Los guías espirituales dieron a los miembros de la iglesia una manera secreta de comunicarse y, en algunos casos, planear la rebelión.
aprendieron sobre el cristianismo asistiendo a los servicios dirigidos por un predicador blanco o supervisado por una persona blanca. En el Sur hasta el Gran Despertar, la mayoría de los esclavistas, si practicaban ningún cristianismo era el anglicano. Aunque en los primeros años del Primer Gran Despertar, los predicadores metodistas y bautistas abogaron por la manumisión de los esclavos y la abolición, en las primeras décadas del siglo XIX, a menudo habían encontrado formas de apoyar a la institución. 
Las capillas metodistas y bautistas fueron fundadas entre muchas de las comunidades más pequeñas y en plantaciones.
.  además establecieron sus propias escuelas sabáticas para hablar sobre las Escrituras, los que eran alfabetizados intentaron enseñar a otros a leer.

### Los negros libres

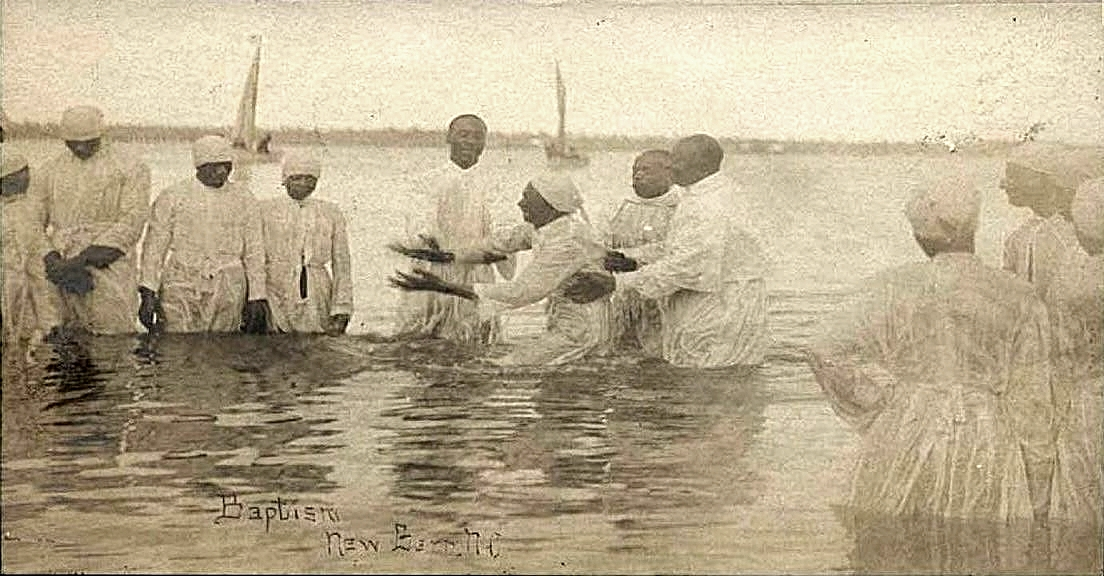
Una postal de un bautismo de río en New Bern (Carolina del Norte), alrededor de 1900.

Los negros libres tanto en las ciudades del norte como del sur formaron sus propias congregaciones e iglesias antes del final del siglo XVIII. Organizaron congregaciones e iglesias negras independientes, para practicar la religión aparte de la supervisión blanca. Junto con iglesias blancas opuestas a la esclavitud, los negros libres en Filadelfia proporcionaron ayuda y consuelo a los esclavos que escaparon y ayudar a todos los recién llegados a adaptarse a la vida de la ciudad.
La iglesia negra en Filadelfia, nació de la protesta y la reacción revolucionaria al racismo el año 1787. Resentidos por ser relegados a una galería segregada en la Iglesia Metodista de San Jorge, los predicadores metodistas Absalón Jones y Richard Allen, y otros miembros negros, dejaron la iglesia y formaron la Sociedad Africana Libre. Al principio fue no confesional y prestó ayuda mutua en la comunidad negra libre. Con el tiempo, Jones comenzó a dirigir los servicios episcopales allí. Dirigió a la mayoría de sus miembros para crear la Iglesia africana, en la tradición episcopal.
En otoño de 1792, varios líderes negros asistieron a los servicios en la Iglesia Metodista de San Jorge, que recientemente habían ayudado a ampliar el edificio. A los feligreses negros les dijeron que se sentaran arriba en la nueva galería. se sentaron en un área  que en aquella época lamentablemente no estaba asignada para los negros,  y se les fue removidos por la fuerza de los asientos que habían ayudado a construir. En sus palabras Richard Allen menciona "... todos salimos de la iglesia en un solo cuerpo, y ya no tenían la plaga de nosotros". Mientras él y Jones dirigían diferentes denominaciones, continuaron trabajando estrechamente juntos y con la comunidad negra de Filadelfia. Fue aceptada como parroquia y el 17 de julio de 1794 se convirtió en la Iglesia Episcopal Africana de Santo Tomás. Jones en 1802 fue el primer sacerdote negro ordenado en la Iglesia Episcopal.
Petersburgo tenía dos de las congregaciones negras más antiguas del país, ambas organizadas antes de 1800 como resultado del Gran Despertar: la Primera Iglesia Bautista (1774) y la Iglesia Bautista de Gillfield (1797). Cada congregación se trasladó de las zonas rurales a sus propios edificios de la ciudad de Petersburgo a comienzos del siglo XIX. Sus dos congregaciones bautistas negras fueron las primeras de esta denominación en la ciudad y crecieron rápidamente.
A Savannah (Georgia), fue organizada una congregación bautista negra en 1777, por George Liele. Un antiguo esclavo, que había sido convertido por el ministro bautista Matthew Moore. Su primera predicación fue alentada por su maestro, Henry Sharp. Sharp, era un diácono baptista y lealista, que liberó a Liele antes de que comenzara la Guerra de la Independencia de Estados Unidos. Liele había estado predicando a los esclavos de las plantaciones, cuando se dirigió a Savannah, donde organizó una congregación. Después de 1782, cuando Liele dejó la ciudad, Andrew Bryan condujo lo que se conoció como la Primera Iglesia Bautista Africana. Hacia 1800 la iglesia tenía 700 miembros, y hacia 1830 había crecido a más de 2400 miembros. Pronto generó dos nuevas congregaciones negras en la ciudad.
Antes de 1850, la primera congregación Bautista africana en Lexington creció a 1.820 miembros, haciéndose más grande en este estado. Esto sucedió bajo la dirección de su segundo pastor, London Ferrill, un negro libre, y fue la vez que Lexington se estaba ampliando rápidamente como ciudad. El primer Bautista africano fue admitido en la asociación baptista de Elkhorn en 1824, donde habían estado bajo la supervisión de congregaciones blancas. En 1841, la Iglesia Católica de San Agustín fue establecida por la comunidad criolla de Nueva Orleans. Esta iglesia es la parroquia católica negra más antigua de Estados Unidos. En 1856 el primer bautista africano construyó una gran iglesia de arquitectura italianizante, que fue agregada al Registro Nacional de Lugares Históricos en 1986. En 1861, la congregación tenía 2.223 miembros.

## Reconstrucción

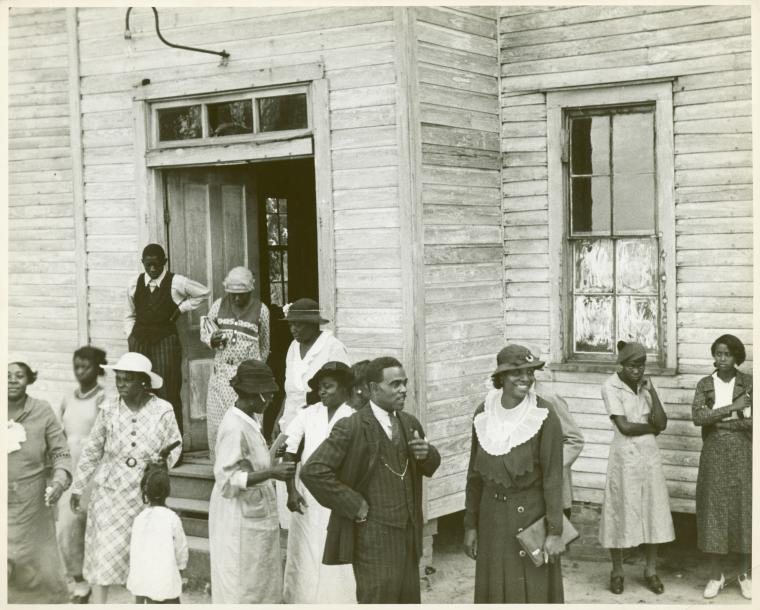
Salida de una iglesia negra en Little Rock, Arkansas, 1935.

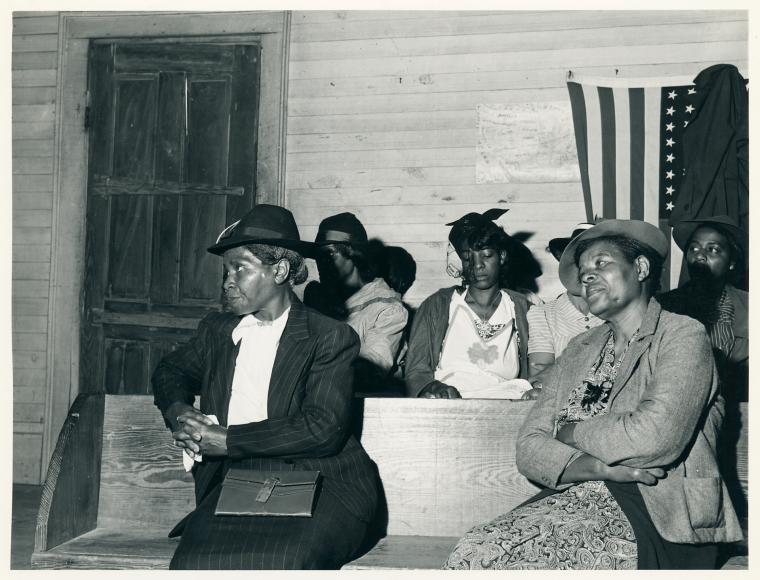
Asistentes a una iglesia en Heard County, Georgia, 1941.

Tras la emancipación, las iglesias del norte fundadas por negros libres, así como las de denominaciones predominantes blancas, enviaron misiones al sur para ministrar a los esclavos recién liberados, también para enseñar a leer y escribir. Por ejemplo, el obispo Daniel Payne de la iglesia AME regresó a Charleston, Carolina del Sur en abril de 1865 con nueve misioneros. Para llegar a los libertos en todo el campo, organizó comités, asociaciones y profesores. En el primer año después de la guerra, la Iglesia Episcopal Metodista Africana (AME) ganó 50.000 congregados.
Al final de la Reconstrucción, las congregaciones de AME existieron de Florida a Texas. Sus misioneros y predicadores habían llevado más de 250.000 nuevos afiliados a la iglesia. Aunque tenía una base septentrional, la iglesia estaba fuertemente influida por este crecimiento en el Sur y la incorporación de muchos miembros que tenían diferentes prácticas y tradiciones. Asimismo, dentro de la primera década, la iglesia independiente de la Iglesia Episcopal Metodista Africana de AME, fundada en Nueva York, también ganó decenas de miles de miembros del Sur. Estas dos denominaciones negras independientes atrajeron a los miembros más nuevos en el Sur.
El año 1870 a Jackson (Tennessee), con el apoyo de colegas blancos de la Iglesia Metodista Episcopal del Sur, más de 40 ministros del sur negros, todos los libertos y los esclavos anteriores, se reunieron para establecer las bases al sur, de la iglesia Episcopal Metodista (CME) de color (Cristiano Methodist Episcopal Church), fundada como una rama independiente del metodismo. Adoptaron la Doctrina Metodista y escogieron sus dos primeros obispos, William H. Miles de Kentucky y Richard H. Vanderhorst de Carolina del Sur Después de tres años, a partir de tener alrededor de 40.000 fieles, habían crecido a 67.000 miembros, y más que tres veces esa cantidad en 50 años.
Al mismo tiempo, las iglesias bautistas negras, bien establecidas antes de la Guerra Civil, continuaron creciendo y agregando nuevas congregaciones. Con el rápido crecimiento de las iglesias bautistas negras en el Sur, en 1895 los funcionarios de la iglesia organizaron una nueva asociación Bautista, la Convención Bautista Nacional. Esta fue la unificación de tres convenciones nacionales negras, organizadas en 1880 y en la década de 1890. Reunió las áreas de misión, educación y cooperación general. A pesar de la fundación de nuevas convenciones negras en el siglo XX, esta sigue siendo la organización religiosa negra más grande de Estados Unidos. Estas iglesias mezclaban elementos de las iglesias subterráneas con elementos de iglesias negras establecidas libremente.
Los años de posguerra estuvieron marcados por un impulso separatista cuando los negros ejercieron el derecho de moverse y reunirse más allá de la supervisión o control blanco. Desarrollaron iglesias negras, sociedades de beneficencia, órdenes fraternales y compañías de bomberos. En algunas áreas se trasladaron de las granjas a las ciudades, como en el centro de Tennessee, o ciudades que necesitaban reconstruir, como Atlanta]]. Las iglesias negras eran los puntos focales de las comunidades negras, y la separación rápida de sus miembros de iglesias blancas demostró su deseo de conducir sus propios asuntos independientemente de la supervisión blanca. También mostró la fuerza previa de la «iglesia invisible» oculta a los ojos blancos.
La iglesia negra estableció y  mantuvo las primeras escuelas negras y miembros de la comunidad alentados para financiar estas escuelas y otros servicios públicos. Para la mayoría de los líderes negros, las iglesias siempre estaban conectadas con los objetivos políticos de avanzar. Creció una tensión entre los líderes negros del Norte y los del Sur que querían dirigir sus iglesias y adorar a su manera.
Ya que la jerarquía masculina les negaba oportunidades para la ordenación, las mujeres de clase media en la iglesia negra se afianzaron de otras maneras: organizaron sociedades misioneras para tratar asuntos sociales. Estas sociedades proporcionaron capacitación laboral y educación en lectura, trabajaron para mejores condiciones de vida, recaudaron dinero para misiones africanas, escribieron diarios religiosos y promovieron los ideales victorianos de feminidad, respetabilidad y levantamiento racial.

## Movimiento por los derechos civiles

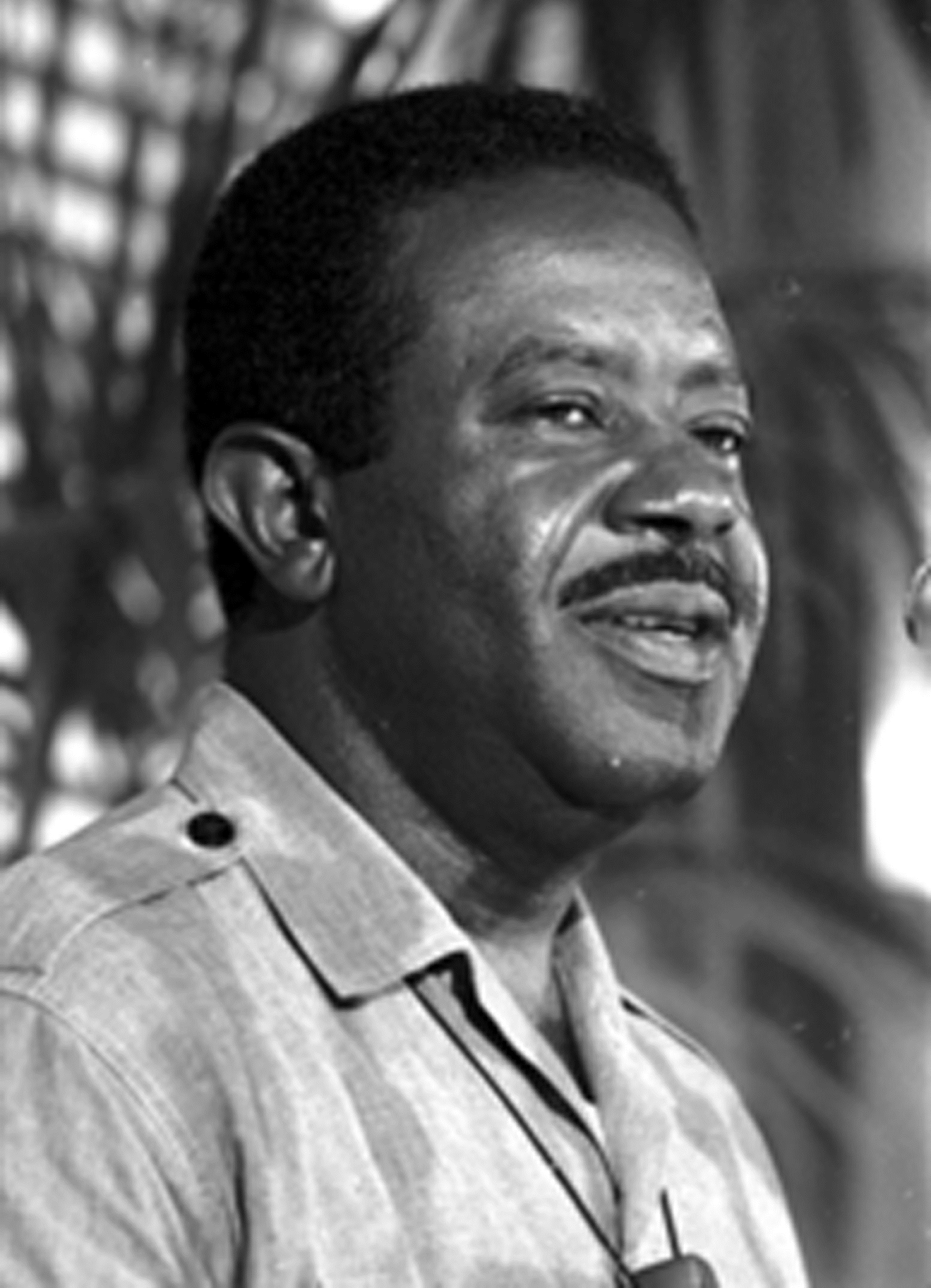
Ralph David Abernathy fue un ministro bautista involucrado en el Movimiento por los derechos civiles en Estados Unidos.

Las iglesias negras desarrollaron un papel de liderazgo en el Movimiento afroamericano por los derechos civiles. Su historia como centros de fuerza para la comunidad negra los convirtió en líderes naturales en esta lucha moral. Además, a menudo habían servido de vínculos entre los mundos negro y blanco. Los más notables ministros activistas de los años 1950 y 1960 incluían Martin Luther King, Jr., Ralph David Abernathy, Bernard Lee, Fred Shuttlesworth, Wyatt Tee Walker y CT Vivian.

## Política y social
La iglesia negra sigue siendo una fuente de apoyo para los miembros de la comunidad afroamericana. En comparación con las iglesias americanas en su conjunto, las iglesias negras tienden a centrarse más en temas sociales como la pobreza, la violencia de pandillas, el uso de drogas, los ministerios de prisiones y el racismo. Un estudio encontró que los cristianos negros eran más propensos a haber escuchado hablar de la reforma de la atención de la salud de sus pastores que los cristianos blancos.
La mayoría de las encuestas indican que mientras que los negros tienden a votar demócrata en las elecciones, los miembros de las iglesias tradicionalmente afroamericanas son en general más socialmente conservadores que los protestantes blancos como un todo.
El matrimonio entre personas del mismo sexo y otras cuestiones LGBT han sido una de las principales causas del activismo en algunas iglesias negras, aunque la mayoría de los protestantes negros se oponen a esta actitud. Sin embargo, algunas iglesias han estado discutiendo este asunto. Por ejemplo, la Iglesia Episcopal Metodista Africana prohíbe a sus ministros oficiar bodas del mismo sexo, pero no tiene una política clara sobre la ordenación.
Algunos miembros del clero negro no han aceptado la ideología marital del mismo sexo. Un grupo conocido como la Coalición de Pastores Afroamericanos (CAAP), mantiene su desprecio por el matrimonio homosexual. El presidente de la CAAP, el reverendo William Owens, afirma que la ley de igualdad matrimonial causará corrupción en el país. La organización insiste en que una verdadera unión es entre un hombre y una mujer. También creen que la ley, que prohíbe el matrimonio homosexual, debería haber sido confirmada. Los miembros de la CAAP coinciden en que la Corte Suprema no tiene derecho a revocar la decisión constitucional.

## Teología negra
Una forma de la teología basada en temas de liberación negra es el movimiento teológico negro. Sus orígenes se remontan al 31 de julio de 1966, cuando un grupo ad hoc de 51 pastores negros, nombrándose el Comité Nacional de los Eclesiásticos Negros (NCNC), compró una página completa en el The New York Times para publicar su «Black Power Declaración», que proponía un enfoque más agresivo para combatir el racismo utilizando la Biblia como inspiración.
La teología de la liberación negra fue sistematizada por James Cone y Dwight Hopkins. Se consideran los teólogos principales de este sistema de creencia, aunque ahora hay muchos eruditos que han contribuido en este campo. En 1969, Cone publicó el trabajo seminal que puso las bases de la teología de la liberación negra, Teología Negra y Poder Negro. En el libro, Cone afirmó que no únicamente el poder negro no era ajeno al Evangelio, sino que era, de hecho, el mensaje del Evangelio para toda la América del siglo XX. El año 2008, aproximadamente una cuarta parte de las iglesias afroamericanas siguieron la teología de la liberación.
La teología llegó al centro de la atención nacional después de una controversia relacionada con la predicación por Jeremiah Wright, ex pastor del entonces senador Barack Obama en la Iglesia de Cristo de la Trinidad Unida, en Chicago. Wright la había convertido en una megaiglesia exitosa siguiendo la teología desarrollada por Cone, quien había dicho que él «remarcaría primero en la Trinidad» como un ejemplo de la encarnación de su mensaje por parte de una iglesia.

## Instituciones de barrio
Aunque las zonas habitadas por negros en las periferias urbanas de las ciudades, que han sido desindustrializadas pueden haber sufrido hace tiempo obras de desinversión, con escuelas de más baja calidad, puestos policiales y protección contra incendios menos eficaces, hay instituciones que ayudan a mejorar el capital físico y social de los barrios negros. En los barrios negros las iglesias pueden ser importantes fuentes de cohesión social. Para algunos afroamericanos el tipo de espiritualidad aprendida mediante estas iglesias funciona como un factor de protección contra las fuerzas corrosivas de la pobreza y el racismo.
Las iglesias también pueden trabajar para mejorar la infraestructura física del barrio. Por ejemplo las de Harlem han emprendido movimientos inmobiliarios y han renovado casas quemadas y abandonadas para crear nuevas viviendas para los residentes. Las iglesias han luchado por el derecho a crear sus propias escuelas en lugar de las escuelas públicas, a menudo inadecuadas, que se encuentran en muchos barrios negros.

## Tradiciones

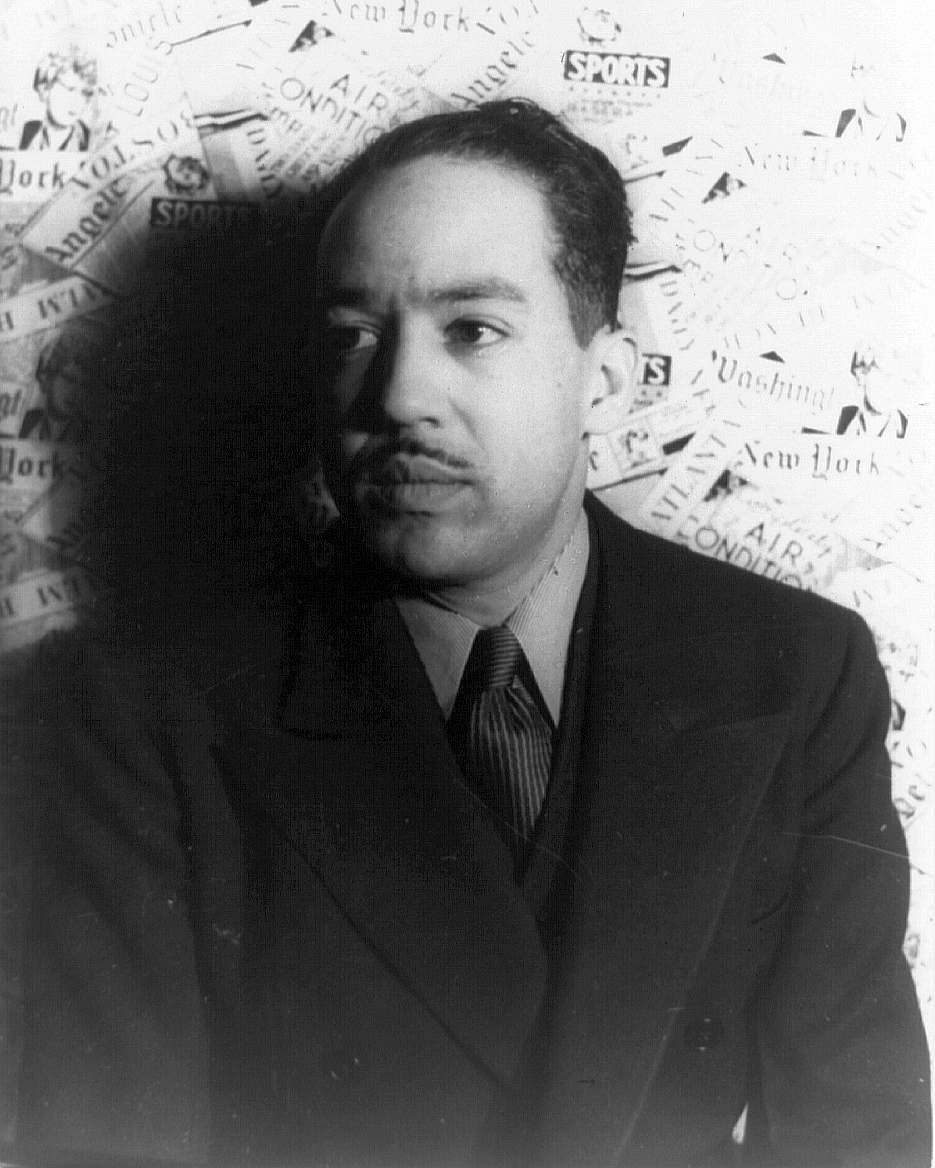
Langston Hughes

Como muchos cristianos, los cristianos afroamericanos a veces participan o asisten a una obra de Navidad. La Natividad Negra de Langston Hughes es una narración sobre la historia clásica de la Natividad con música góspel. Las representaciones se pueden ver en teatros o iglesias negras por todo el país.

### Tradición del sermón negro
La tradición de la predicación negra, es un acercamiento a la construcción del sermón y la entrega entre principalmente los afroamericanos. La tradición búsqueda predicar mensajes que apelan tanto al intelecto como las dimensiones emotivas de la humanidad, encuentra sus raíces en las experiencias dolorosas de los negros durante la esclavitud a los Estados Unidos, así como experiencias durante la era de Jim Crow y discriminación posterior.
Los eruditos y los practicantes han reconocido extensamente cuatro elementos de la tradición, que continúan en los días modernos. En primer lugar, la predicación enfatiza la libertad del predicador para mostrar su auténtico ser negro y no tener que enfrentarse a una persona falsa para pacificar unas ciertas expectativas de los miembros de la sociedad dominante. En segundo lugar, la predicación se caracteriza por una variedad de adornos retóricos que incluyen a menudo hipérbole, Lenguaje corporal correspondiente, y musicalidad en las vocalizaciones. En tercer lugar, a menudo está marcada por desafíos a las estructuras sociales dominantes y recalca como los individuos pueden ser transformados para tener una relación con Dios. Finalmente, hay un reconocimiento de la continuidad histórica con los antepasados y sus luchas. Algunas poesías y literatura afroamericanas organizan según el patrón de la tradición sermónica.
Raboteau describe un estilo común de predicación negra desarrollado por primera vez a principios del siglo XIX y común a lo largo de los siglos XX y XXI: 

El predicador comienza con calma, hablando en prosa oral, y ocasionalmente grandilocuente; poco a poco empieza a hablar más rápidamente, excitado, y a cantar sus palabras y su tiempo a un ritmo regular; finalmente, llega a una cima emocional en el que el discurso cantado se convierte en tonal y se funde con el canto, aplausos y gritos de la congregación.
Albert Raboteau, 1995.